# Reboleira
Reboleira foi uma freguesia portuguesa do Município da Amadora, Distrito de Lisboa, com 0,76 km² de área e 14 344 habitantes (2011), tendo, por isso, uma Densidade populacional de 18 873,7 hab/km².
Foi extinta em 2013, no âmbito de uma reforma administrativa nacional, tendo a parte Norte da freguesia sido anexada à freguesia da Venteira, e a parte Sul, para a recém-criada freguesia de Águas Livres.
Tem por orago Nossa Senhora da Boa Nova.
Também conhecida por ter um estádio de um clube de renome nacional, o Estrela da Amadora. O estádio chama-se Estádio José Gomes.

## População
| População da freguesia de Reboleira | População da freguesia de Reboleira | População da freguesia de Reboleira | População da freguesia de Reboleira | População da freguesia de Reboleira | População da freguesia de Reboleira | População da freguesia de Reboleira | População da freguesia de Reboleira | População da freguesia de Reboleira | População da freguesia de Reboleira | População da freguesia de Reboleira | População da freguesia de Reboleira | População da freguesia de Reboleira | População da freguesia de Reboleira | População da freguesia de Reboleira |
| ----------------------------------- | ----------------------------------- | ----------------------------------- | ----------------------------------- | ----------------------------------- | ----------------------------------- | ----------------------------------- | ----------------------------------- | ----------------------------------- | ----------------------------------- | ----------------------------------- | ----------------------------------- | ----------------------------------- | ----------------------------------- | ----------------------------------- |
| 1864                                | 1878                                | 1890                                | 1900                                | 1911                                | 1920                                | 1930                                | 1940                                | 1950                                | 1960                                | 1970                                | 1981                                | 1991                                | 2001                                | 2011                                |
|                                     |                                     |                                     |                                     |                                     |                                     |                                     |                                     |                                     |                                     |                                     | 16 360                              | 16 809                              | 15 543                              | 14 344                              |

Criada pela Lei 45/79  , de 11 de Setembro

## Património
- Aqueduto Geral das Águas Livres – (Monumento Nacional)